# شو ياغيناما
شو ياغيناما (باليابانية: 八木沼 瞬) (مواليد 20 أغسطس 1991)، هو لاعب كرة قدم سابق كان يلعب كمدافع.

## وصلات خارجية
- شو ياغيناما على موقع رابطة كرة القدم اليابانية للمحترفين (اليابانية)